# Pau d'Arco (Pará)
Pau d'Arco è un comune del Brasile nello Stato del Pará, parte della mesoregione del Sudeste Paraense e della microregione di Redenção.